# Жизнь ненужного человека
«Жизнь ненужного человека»  — повесть Максима Горького, опубликованная в 1908 году. Царской цензурой было вырезано 2/3 текста произведения.

## Сюжет
Мальчик-сирота Евсей Климков идет в ученики к хозяину магазина, который тайно продает запрещенные революционные книги, а затем сообщает о своих покупателях в полицию. После убийства книготорговца немощного и слабого Климкова царская полиция делает шпионом и информатором.  
Климкову рекомендуют роль политического провокатора, и он её берёт: он подстрекает некоторых революционеров к выпуску нелегальных брошюр, снабжает их типографией, а затем арестовывает. Его награда - 25 рублей за посадку семи человек. Кроме того, он   
Разрываясь внутри, Климков признается одному из революционеров, а затем пытается убить начальника полиции в отместку за своё положение и кончает жизнь самоубийством.

## История создания и публикации
Максим Горький закончил «Жизнь ненужного человека» летом 1907 года, перед повестью «Исповедь», хотя «Исповедь» была опубликована первой. Напечатанные в России экземпляры сборников «Знания» были арестованы, поэтому ее издал в Берлине И.П. Ладыжников. 
24 февраля 1910 г. в отчете Центрального комитета по иностранной цензуре России книга была охарактеризована следующим образом: Автор задался целью нарисовать всю грязь шпионства и провокации, с одной стороны, и благородство революционеров — с другой <...> Такая тенденция романа уже затрудняет его дозволение, а так как автор при всяком удобном случае упоминает о царе, о намерениях революционеров относительно его особы и дает понять, что всё, что делается худого в России, то делается во славу царя и по его приказанию, то ясно, что книжка подлежит запрещению <...> полагаю, что книжка эта не только должна быть запрещена, но и не выдаваема по просительным запискам». 
В 1914 году издательство «Жизнь и Знание» решило выпустить «Жизнь ненужного человека» в десятом томе сочинений Горького. Книга была напечатана, но распространение задержалось из-за цензуры. В феврале 1914 года Петербургский комитет печати постановил возбудить против Горького уголовное дело и изъять все экземпляры книги. 19 мая 1914 года это решение было выполнено, и большая часть «Жизни ненужнго человека» была вырезана из всех 10400 экземпляров тома. 
Вырезанные цензурой две трети книги, изображающие деятельность органов царской тайной полиции, были изданы в России в 1917 году.

## Критика
- Произведение высоко оценил Дмитрий Философов: «Горький взял для своего романа новую, еще неиспользованную в литературе среду. Описал он ее так, как видел ее Евсей. Он посмотрел на нее глазами простого среднего человека, не имеющего в себе достаточно умственных и нравственных сил, чтобы разобраться в окружающем его хаосе, чтобы отделить добро от зла, чтобы направить волю свою к добру. Благодаря такому приему ткань романа стала живой, органической. Личность автора не выступает на первый план. В романе нет тенденции. Она скрыта под спокойным рассказом бытописателя. И поэтому непосредственное впечатление получается очень сильное. Но значение романа, конечно, не исчерпывается этим чисто внешним его интересом, мастерским описанием малоизвестной читателю среды. Может быть и бессознательно, автор поставил перед нами вопрос о ненужных людях вообще»[1].
- После выхода в 1917 году вырезанной части произведения опубликовал рецензию М. Королицкий: «„Жизнь ненужного человека“ — не из лучших произведений Горького. Но оно — одно из звеньев единой цепи, образующих творчество нашего писателя. И если история всякой вообще книги любопытна, то история этой книги примечательна тем более»[2].
- Дмитрий Быков считает «Жизнь ненужного человека» выдающимся произведением.